# Nakahara Teijirō

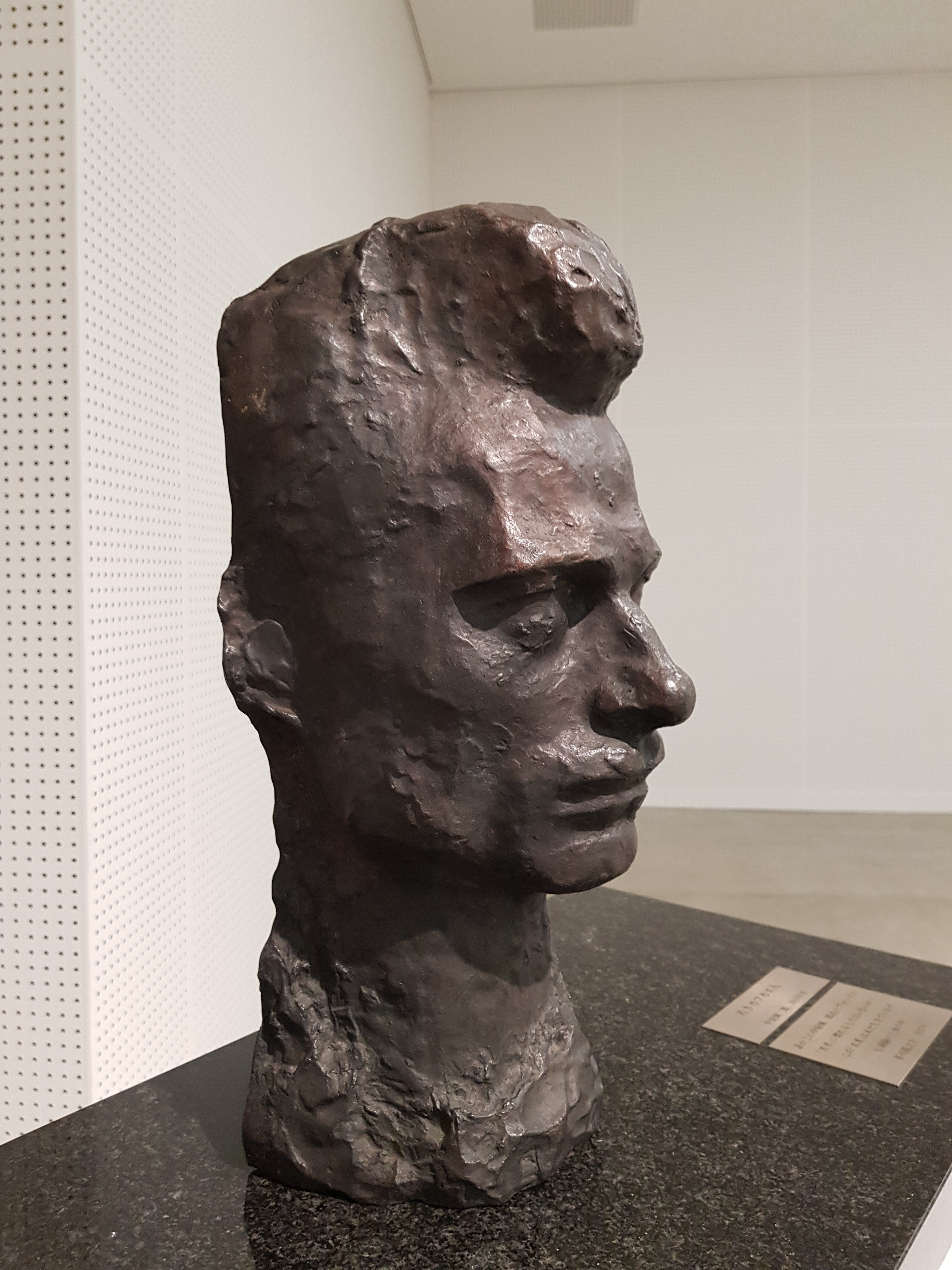
Junger Kaukasier

Nakahara Teijirō (japanisch 中原 悌二郎; geboren 4. Oktober 1888 in der Stadt Kushiro (Hokkaidō); gestorben 7. Januar 1921) war ein japanischer Bildhauer der Taishō-Zeit.

## Leben und Werk
Nakahara Teijirō zog 1905 nach Tōkyō und studierte Zeichnen und Aquarellmalerei an den Schulen der Künstlergesellschaften Hakuba-kai (白馬会) und Taiheiyō Gakai (太平洋画会). Als er 1908 Ogiwara Morie kennenlernte, kam er mit den Skulpturen von Rodin in Berührung und beschloss, Bildhauer zu werden. Er studierte unter Shinkai Taketarō.
1910 reichte Nakahara seine Plastik „Kopf eines alten Mannes“ (老人の首) auf der 4. Ausstellung des Kultusministeriums, der „Mombushō Bijutsu Tenrankai“ (文部省美術展覧会), ein, die auch angenommen wurde. Von 1916 an stellte er seine Werke bei der jährlichen Ausstellung des Nihon Bijutsuin aus und wurde assoziiertes Mitglied dieser Einrichtung.
Da Nakahara früh an Tuberkulose starb, gibt es nur sehr wenige Werke von ihm. Aber was vorhanden ist, zeigt seine große Begabung für Bildhauerei. Zu seinen besten Werken gehört die Skulptur „Junger Kaukasier“ (若きコーカス人, Wakai kōkasu-jin) aus dem Jahr 1919.
In der Stadt Asahikawa befindet sich ein Museum zum Gedächtnis an Nakahara, das „Nakahara Teijirō Kinen Asahikawashi Chōkoku Bijutsukan“ (中原悌二郎記念旭川市彫刻美術館). Seit 1970 wird der „Nakahara-Teijirō-Preis“ (中原悌二郎賞) an junge Bildhauer vergeben.